# Осада Бримстоун-Хилл
Францу́зское вторже́ние на Сент-Китс, также известное как оса́да Бри́мстоун-Хи́лла, проходило с 19 января по 13 февраля 1782 года в рамках Американской революционной войны. Французские войска под командованием маркиза де Буйе высадились на Сент-Китс и начали осаду крепости Бримстоун-Хилл. Спустя месяц ожесточённых боёв изолированный британский гарнизон капитулировал. Французский адмирал Граф де Грасс, доставивший войска де Буйе и поддерживавший осаду, был лишён своей якорной стоянки британским адмиралом Сэмюэлом Худом. Хотя силы Худа уступали в численности на треть, он сумел отразить попытку де Грасса выбить его с позиций. Однако попытки Худа помочь осажденным не увенчались успехом, и гарнизон капитулировал через месяц. Спустя год Парижский мир вернул Сент-Китс и соседний Невис под британский контроль.

## Силы сторон

### Британские войска
В состав британских сил входили:
- 1-й батальон, 1-й (Королевский) полк пехоты
- 15-й пехотный полк
- 28-й пехотный полк
- 55-й пехотный полк
- 69-й пехотный полк

### Французские войска
Во французские силы входили:
- Полк Арманьяк (2 батальона, за исключением отрядов на кораблях и в Сан-Доминго)
- Десантный отряд Полк Аженуа
- Десантный отряд Полк Оссерруа
- Отряд Полк Турен
- Отряд Полк Вьенну
- Отряд Полк Бри
- Полк Рояль-Комтуа
- Отряд Полк Диллон
- 1-й легион (Иностранные добровольцы морской пехоты)
- Отряд морской артиллерии

## Французский захват
Эскадра Де Грасса отправилась от острова Мартиника, достигнув Сент-Китса 11 января. Британцы уже отошли в крепость под командованием бригадного генерала Фрейзера, поэтому французский десант высадился без сопротивления и начал осаду 19 января.
12 февраля британский гарнизон, потеряв более 150 убитыми и ранеными, а также страдая от болезней, был истощён. В стенах появились бреши, а местное ополчение требовало капитуляции. У Фрейзера не осталось выбора, кроме как сдаться с воинскими почестями. 13 февраля де Грасс отправился на Невис для встречи с французским конвоем, а Худ воспользовался возможностью и ушёл 14 февраля.